# Bog vozi Mercedes
Bog vozi Mercedes sedmi je studijski album bosanskohercegovačke rock skupine Zabranjeno pušenje objavljen u prosincu 2001. godine u izdanjima Menarta, TLN-Europa i Active Timea.

## Popis pjesama
Izvor: Discogs
| 1.    | »Tigar iz Kladnja«                          | Davor Sučić, Ryuichi Sakamoto | Sučić                                 | 4:59 |
| 2.    | »Karabaja«                                  | Sučić                         | Sučić, Dragomir Herendić, Bruno Urlić | 4:32 |
| 3.    | »Dino«                                      | Sučić                         | Sučić                                 | 4:07 |
| 4.    | »Lijepa Alma«                               | Sučić                         | Herendić, Urlić                       | 3:59 |
| 5.    | »Bog vozi Mercedes«                         | Sučić                         | Sučić, Herendić                       | 4:41 |
| 6.    | »Genter«                                    | Sučić                         |                                       | 5:58 |
| 7.    | »Arizona Dream«                             | Sučić                         | Sučić, Herendić, Urlić                | 4:47 |
| 8.    | »Raja iz škole«                             | Sučić                         | Sučić, Herendić                       | 3:48 |
| 9.    | »Idol«                                      | Sučić, Mirko Srdić            | Sučić, Urlić                          | 3:35 |
| 10.   | »Počasna salva«                             | Sučić, Izet Sarajlić          | Sučić, Herendić, Urlić                | 5:14 |
| 11.   | »Šareno kamenje«                            | Sučić                         | Sučić, Urlić                          | 4:00 |
| 12.   | »Splitska princeza - Intro« (Bonus pjesma)  | Sučić                         | Sučić                                 | 0:40 |
| 13.   | »Splitska princeza« (Bonus pjesma)          | Sučić, Srđan Velimirović      | Sučić, Herendić                       | 4:04 |
| 14.   | »Haag« (Bonus pjesma, samo za MP3 Download) | Sučić                         | Sučić                                 | 3:07 |
| 57:31 |                                             |                               |                                       |      |

## Izvođači i osoblje
Preneseno s omota albuma.
| Zabranjeno pušenje - Davor Sučić – vokal, akustična gitara - Dragomir Herendić – akustična gitara, električna gitara, harmonika, klavijature, šargija - Bruno Urlić – violina, viola, klavijature, prateći vokal - Branko Trajkov "Trak" – bubnjevi, udaraljke, prateći vokal - Predrag Bobić – bas-gitara - Albin Jarić "Jimi Rasta" – udaraljke Gostujući glazbenici - Zdenka Kovačiček – vokal (skladba 5) - Ivanka Mazurkijević – vokal (uloga konobarice) (skladba 7) - Ibrica Jusić – vokal (skladba 11) - komandant Žarko Radić "Jastreb" – recitiranje (skladba 10) - Vanja Alić – prateći vokal (skladba 9) - Zoran Moro – vocal (uloga reportera) (skladba 3) - Mirjana Holček – prateći vokal (skladba 9) - Trajko Simonovski "Taci" – fretles bas-gitara (skladbe 1, 6, 8) - Mihail Parušev "Miško" – bubnjevi (skladba 8, 14) - Marijan Jukić – saksofon - Tomica Rukljić – truba - Šogi – harmonika (skladba 5) |  | Produkcija - Davor Sučić – produkcija - Dragomir Herendić "Dragianny" – programiranje, inženjering zvuka, miksanje, produkcija - Dario Vitez – izvršni producent - Josip Kepe – inženjering zvuka - Zoran Švigir – mastering (Studio Šišmiš u Velikoj Gorici) - Dražen Marković – asistent snimanja Dizajn - Dario Vitez – dizajn - Srđan Velimirović – dizajn - Saša Midžor – fotografija |